# Бібліотекар (Арчімбольдо)
Бібліотекар (англ. The Librarian (painting)) —  картина художника Джузеппе Арчімбольдо (1527—1593) в серії зображень представників різних професій.

## Маньєризм і потяг до всього незвичного
Маньєризм виростав і формувався на ґрунті здобутків доби відродження, але зробив власні акценти на цьому спадку, брав від цього спадку далеко не все. Майстри маньєризму поціновують віртуозність обробки різних матеріалів, в основі цього прагнення лежав культ віртуозно створеного малюнка. А більшість прихильників маньєризму була чудовими малювальниками. Помітною була і відмова від врівноважених і гармонійних рішень заради особливої виразності і підвищеної психологічної насиченості образів. Свої акценти були зроблені маньєристами і при використанні орнаментів, бо культивували тетатологічні (потворні) образи, страхітливі, тривожні, фантазійно-примхливі, дивні зразки котрих подав свого часу ще Мікеланджело Буонарроті у архітектурних деталях Каплиці роду Медічі чи у декорі підлоги бібліотеки Лауренціана у Флоренції.
В естетику маньєризму увійшов потяг до всього незвичного і фантазійно-примхливого. Восокообдарованим продовжувачем цієї стилістики і тератологічних образів і став Джузеппе Арчімбольдо.

## Опис твору

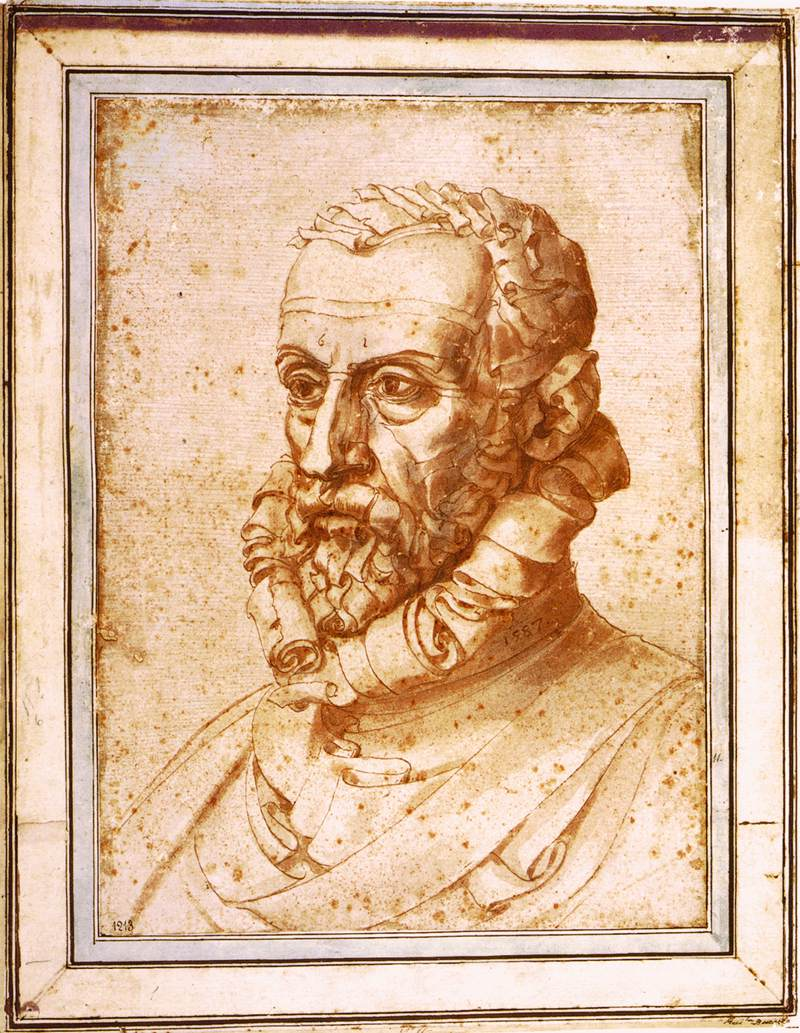
Джузеппе Арчмбольдо. Автопортрет із шматочків паперу. 1587 р., Палаццо Россо, Генуя.

При першому погляді на картину глядач помічає купку книг на столі, трохи прикриту коштовною завісою сірувато-блакитного кольору. Купку книг вінчає якесь зображення, схоже на маскарадну маску. Незвичне поєднання речей, відтворених художником, примушує пильно розглядати зображення. Згодом глядач усвомлює, що це дивацьке зображення нагадує портрет, де карнавальна маска складена із декількох окремих речей і не є маскою. Так, її очі — це деталі металевих ключів, голова — розкрита книга, а вуса і борода — хутро маленького віничка, котрим видаляли пил з книжок власної бібліотеки. Відповідно, що і купка книг є уособленням тулуба, а зім'яті книжкові закладки з паперу, що жадібно стискають якесь видання — це рука портретованої людини на незвичному портреті.
Це не єдиний приклад відтворення частин людського тіло шматочками папіру. Різні шматки папіру були використані також у дивацькому автопортреті Арчімбольдо 1587 року, де цими шматочками віртуозно обіграні і відтворені пишний комір його костюма, зморшки сукна і навіть пасми волосся на голові.

## Версії тлумачення

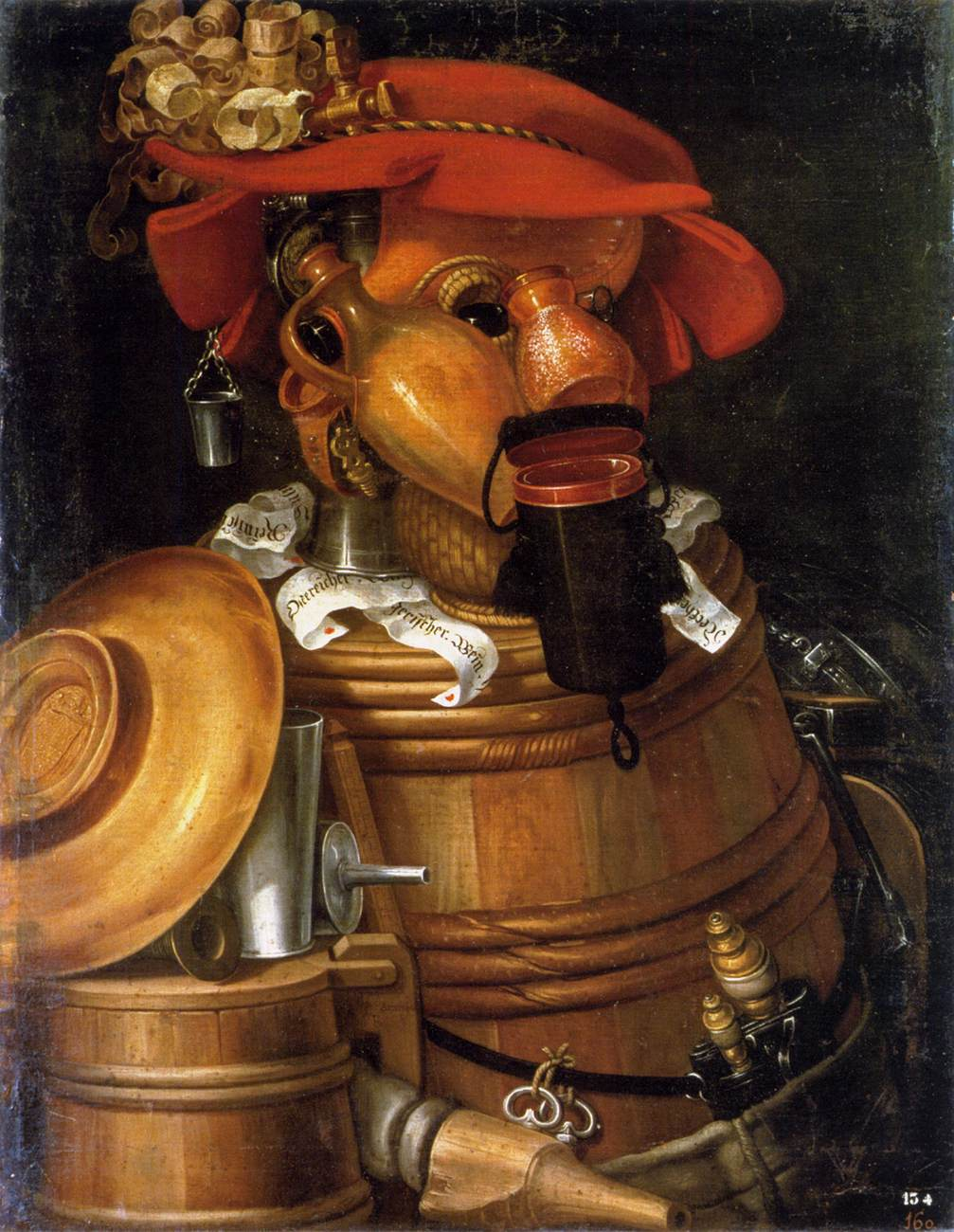
Джузеппе Арчімбольдо. « Водонос» чи «Офіціант»
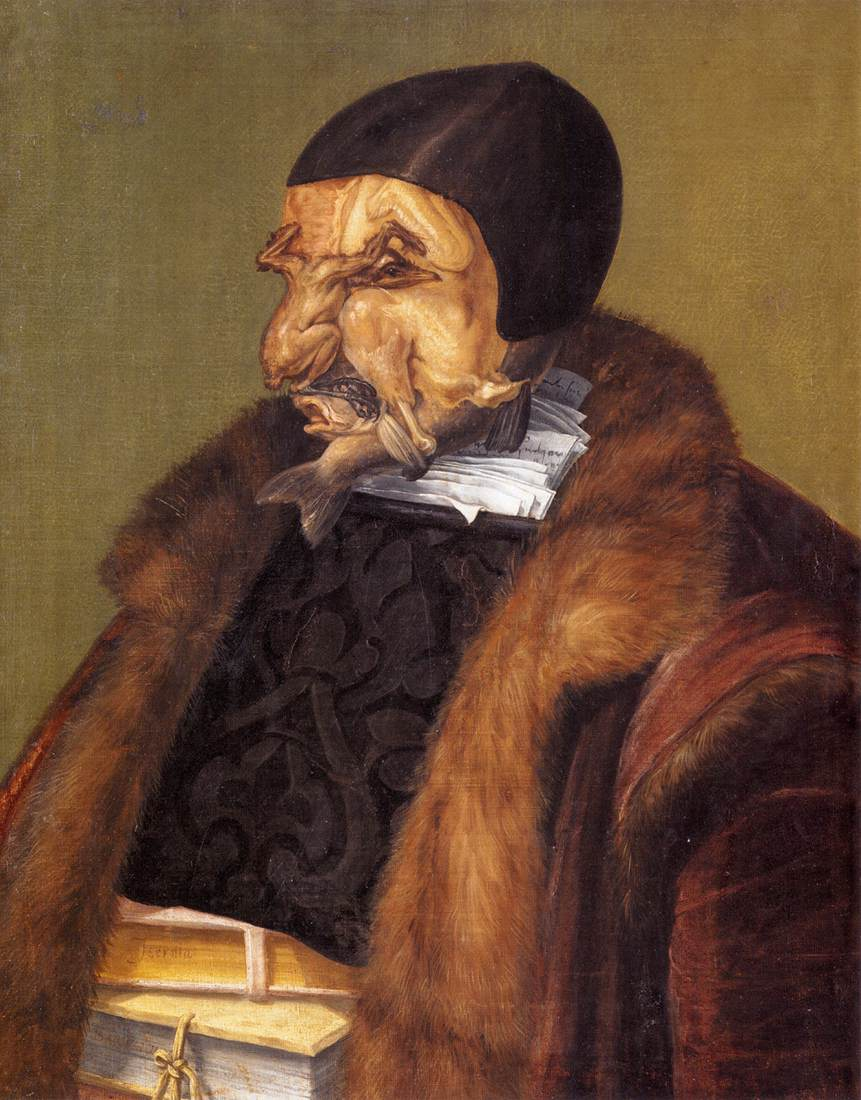
Джузеппе Арчімбольдо. «Юрист» або «Радник», 1566 р.

Авторська назва картини невідома. Її назва пізня і виникла при створенні каталога у 20 столітті.
За одною з версій тлумачення сюжету це є портрет конкретної людини. Ним був бібліотекар Вольфганг Лазіус, історик з оточення австрійського імператора, що відрізнявся якимось збільшеним ставленням до книжок і у разі прихильності до якогось видання був здатним вкрасти книгу. Картину також тлумачать як жарт або карикатурне зображення Лазіуса, вказівкою на що вважають жадібну руку персонажа, що стискає чергове видання.
Подібна версія тлумачення зображення потягла за собою і ще одну версію про серію портретів з окремих речей, що є у творчому доробку Арчімбольдо. Це умовні зображення «Радник» або «Юрист» та картина «Водонос». Зображення «Водоноса» створене з речей, так чи інакше пов'язаних з переносом чи утриманням води. Більше реалістичних деталей використано художником при створенні зображення «Юриста» — особливо одяг з використанням хутра. Хоча паперову, неживу сутність чиновника-крючкотвора уособлює папка з папетами (тулуб), а його обличчя — виморена курка, з котрою повискубували усе пір'я. Курка відтворювала хворобливе, зневаживе обличчя неприємного канцеляриста. За приущеннями це зображення імператорського радника Й. Засиуса.

## Побутування твору
Картина була захоплена 1648 року у місті Прага вояками Швеції і була перевезена до Стокгольма генералом Гансом Крістофом фон Кенігсмарком. Зберігається у замку Скуклостер.
За новими дослідженнями картина у замку Скоклостер не є оригіналом Арчімбольдо. Швидше за все це копія 17 століття з оригінала, місце перебування котрого невідоме або він не був збережений.